# Plecturocebus
Genre
Plecturocebus est un genre de Primates de la sous-famille des Callicebinae (famille des Pitheciidae). Ce sont de petits singes du Nouveau Monde (Platyrrhini).

## Liste d'espèces
Selon la publication "Phylogenetic relationships of the New World titi monkeys (Callicebus): first appraisal of taxonomy based on molecular evidence", de mars 2016 :
- Genre Plecturocebus
  - Groupe donacophilus
    - Plecturocebus donacophilus
    - Plecturocebus pallescens
    - Plecturocebus oenanthe - syn. Callicebus oenanthe
    - Plecturocebus olallae  - syn. Callicebus olallae, Titi d'Olalla
    - Plecturocebus modestus - Tamarin de Lönnberg[2]
    - Plecturocebus urubambensis

  - Groupe moloch
    - Plecturocebus moloch - Callicèbe gris[3],[2] ou Callicèbe arabassu[3], Callicèbe orabussu[2] ou Titi molok[2]
    - Plecturocebus vieirai
    - Plecturocebus bernhardi - Singe titi de Prince Bernhard[2]
    - Plecturocebus cinerascens
    - Plecturocebus miltoni
    - Plecturocebus hoffmannsi - Titi d'Hoffmann
    - Plecturocebus baptista  - Titi du lac Baptista
    - Plecturocebus cupreus - Callicèbe roux[3], Titi cuivreux[2] ou Callicèbe rouge[2]
    - Plecturocebus discolor
    - Plecturocebus ornatus - syn. Callicebus ornatus
    - Plecturocebus caquetensis
    - Plecturocebus brunneus - Callicèbe brun[3] ou Titi brun[2]
    - Plecturocebus aureipalatii
    - Plecturocebus toppini
    - Plecturocebus caligatus
    - Plecturocebus dubius - Titi d'Hershkovitch
    - Plecturocebus stephennashi - Singe titi de Stephen Nash[2], Singe de Stephen Nash[2] ou Titi de Stéphane Nash

Selon Catalogue of Life (10 octobre 2018) et ITIS (10 octobre 2018) :
- Plecturocebus aureipalatii (Wallace, Gómez, A. M. Felton & A. Felton, 2006)
- Plecturocebus baptista (Lönnberg, 1939)
- Plecturocebus bernhardi (M. van Roosmalen, T. van Roosmalen & Mittermeier, 2002)
- Plecturocebus brunneus (Wagner, 1842)
- Plecturocebus caligatus (Wagner, 1842)
- Plecturocebus caquetensis (Defler, Bueno & Garcia, 2010)
- Plecturocebus cinerascens (Spix, 1823)
- Plecturocebus cupreus (Spix, 1823)
- Plecturocebus discolor (I. Geoffroy Saint-Hilaire & Deville, 1848)
- Plecturocebus donacophilus (d'Orbigny, 1836)
- Plecturocebus hoffmannsi (Thomas, 1908)
- Plecturocebus miltoni (Dalponte, Silva & Silva-Júnior, 2014)
- Plecturocebus modestus (Lönnberg, 1939)
- Plecturocebus moloch (Hoffmannsegg, 1807)
- Plecturocebus oenanthe (Thomas, 1924)
- Plecturocebus olallae (Lönnberg, 1939)
- Plecturocebus ornatus (Gray, 1866)
- Plecturocebus pallescens (Thomas, 1907)
- Plecturocebus stephennashi (M. van Roosmalen, T. van Roosmalen & Mittermeier, 2002)
- Plecturocebus toppini (Thomas, 1914)
- Plecturocebus urubambensis (Vermeer & Tello-Alvarado, 2015)
- Plecturocebus vieirai (Gualda-Barros, Nascimento & Amaral, 2012)

## Classification
Le genre Cheracebus a été créé en 2016 par la zoologiste et généticienne Hazel Byrne (d), en collaboration avec Anthony B. Rylands (d), Jeferson C. Carneiro (d), Jessica W. Lynch (d), Fabrício Bertuol (d), Maria N. da Silva (d), Mariluce Messias (d), Colin Groves, Russell A. Mittermeier, Izeni P. Farias (d), Tomas Hrbek (d), Horacio Schneider (d), Iracilda Sampaio (d) et Jean P. Boubli (d). Son espèce type est Cheracebus lugens.
Les espèces de ce genre étaient auparavant classées dans celui des Callicebus, scindé en trois à la suite des travaux de phylogénie publiés en 2016-2017,.

## Publication originale
- (en) Hazel Byrne, Anthony B. Rylands, Jeferson C. Carneiro, Jessica W. Lynch Alfaro, Fabrício Bertuol, Maria N. F. da Silva, Mariluce Messias, Colin P. Groves, Russell A. Mittermeier, Izeni Pires Farias, Tomas Hrbek, Horacio Schneider, Iracilda Sampaio et Jean P. Boubli, « Phylogenetic relationships of the New World titi monkeys (Callicebus): first appraisal of taxonomy based on molecular evidence », Frontiers in Zoology, BMC et Springer Science+Business Media, vol. 13, no 1,‎ 1er mars 2016, p. 10 (ISSN 1742-9994, OCLC 56719374, PMID 26937245, PMCID 4774130, DOI 10.1186/S12983-016-0142-4, lire en ligne).